# 双环辛四烯合铀
双环辛四烯合铀，化学式U(C8H8)2，是一种有机铀化合物，由一个铀离子和两个环辛四烯阴离子组成。它是最先被合成的有机锕系元素化合物之一。它是一种对空气敏感，可溶于有机溶剂的绿色固体。双环辛四烯合铀，是双环辛四烯合锕系元素的一员，由锕系元素和环辛四烯组成。它是研究最多的环辛四烯-金属系统，尽管双环辛四烯合铀没有实际用途。

## 制备、结构和成键
双环辛四烯合铀是由Andrew Streitwieser的团队于1968年描述的。 他们的制备方法是在 0°C下的THF 里，环辛四烯二钾和四氯化铀反应而成：
双环辛四烯合铀对氧气的活性很高，使得它可在空气中自燃，但它对水解稳定。 它的分子结构是 U4+(C8H82−)2，其中的η8-环辛四烯阴离子是平面型的，包含 10 个π-电子，并且彼此平行，形成含有铀原子的夹心型配合物。 固态时，双环辛四烯合铀中的两个环辛四烯是重叠的，对称性为 D8h 。 在溶液中，环以低能垒旋转。
电子光谱显示铀-环辛四烯基的化学键主要是由于铀原子的6d轨道混入环辛四烯配体中的π分子轨道而成，因此将电子电荷捐赠给铀，其中涉及铀的5f2轨道的相互作用较小。  电子理论计算与该结果一致并指出，开壳的5f轨道与配体轨道的较弱相互作用决定了|MJ|，即沿基态8倍对称轴的角动量量子数的大小。 

## 相关化合物
其它有 M(C8H8)2 结构的化合物有 M = （Nd、Tb、Pu, Pa、Np、Th和 Yb）。双环辛四烯合铀的衍生物包括对空气稳定的 U(C8H4Ph4)2 和环庚三烯类似物 [U(C7H7)2]−。  此外，化学式类似的双环辛四烯合铁有非常不同的结构，其中含有 η6- 和 η4-的C8H8 配体。

## 扩展阅读
- The f elements, Nikolas Kaltsoyannis and Peter Scott. ISBN 0-19-850467-5
- Chemistry of the Elements, N. N. Greenwood and A. Earnshaw. ISBN 0-08-022057-6
- Lanthanides & Actinides: Organoactinides （页面存档备份，存于）